# Controversie nei videogiochi
Come altri prodotti culturali, anche i videogiochi sono stati spesso al centro di critiche e controversie, che hanno portato alcune modifiche, restrizioni o limitazioni dell'opera videoludica. Sono stati inoltre sviluppati molti sistemi di classificazione dei contenuti, per proteggere ed evitare problematiche legate principalmente ai soggetti minorenni che per la loro età sono suscettibili alla violenza imitativa (vedi Esperimento della bambola Bobo).
In Europa è stato sviluppato il PEGI che indica l'età minima consigliata per la vendita (come avviene per i film con violenza e/o scene erotiche).

## Casi celebri
Fin dai primi videogiochi in cui venivano mostrate scene di violenza o sesso, gruppi di genitori e associazioni nazionali hanno fatto pressioni sulle società produttrici di videogiochi e sugli stessi governi affinché le opere venissero modificate, in modo da risultare meno violente (ad es. colorando il sangue di verde o trasformando esseri umani in creature di fantasia), oppure non distribuite affatto sul suolo nazionale.
Uno dei primi casi derivò da Death Race della Exidy: in questo seminale videogioco di guida, a sua volta ispirato al film Anno 2000: La corsa della morte, era infatti possibile investire dei "gremlin" che assomigliavano troppo a persone stilizzate.
Con l'aumentare della complessità dei giochi negli anni '90 aumentarono le controversie. Janet Reno, allora Procuratore generale degli Stati Uniti d'America, nel 1993 avviò interrogazioni parlamentari sugli effetti della violenza nei videogiochi. L'attivista Jack Thompson citò in giudizio grandi compagnie e tentò di dimostrare una correlazione tra i crimini violenti giovanili e l'influenza dei videogiochi violenti.
Nel 1992 Mortal Kombat, gioco di combattimento in cui attori digitalizzati si sfidano in lotte all'ultimo sangue arrivando a smembrarsi, venne aspramente criticato dal senatore Joseph Lieberman.
Nella versione per Super Nintendo il sangue venne censurato; anche la versione di Wolfenstein 3D per quella piattaforma subì diversi tagli, partendo dal sangue fino ai riferimenti al Nazismo.
Dopo il massacro della Columbine High School negli U.S.A. nel 1999, si tornò a discutere nei vari paesi di leggi più severe per regolamentare la distribuzione dei videogiochi violenti, additando giochi come Doom, e gli sparatutto in prima persona in generale come concausa della strage, al punto che alcuni genitori fecero causa alle case produttrici (che persero in seguito a una sentenza tenuta in Colorado).
Nel 2001, con l'avvento di Grand Theft Auto III, in cui il giocatore viene assoldato da malavitosi e può compiere svariati crimini, scoppiò un nuovo caso. Criticato per i suoi contenuti violenti, costrinse l'ESRB nel 2003 a schierarsi contro il coro di proteste per la sua distribuzione. Successivamente persino le prostitute americane si schierarono contro il videogioco (in cui possono venire percosse e uccise, come del resto tutti gli altri passanti). Nel 2005 ha fatto discutere anche un altro capitolo di Grand Theft Auto: San Andreas: su alcuni siti internet era infatti apparsa una patch che sbloccava un minigioco a carattere pornografico (chiamato Hot Coffee) nascosto all'interno del gioco. Dopo questa scoperta, negli Stati Uniti il gioco è stato definitivamente vietato ai minori di 18 anni (prima era stato giudicato più generalmente come Mature), per poi essere ritirato dal mercato ed essere sostituito da una versione censurata; è stato, inoltre, reso disponibile un aggiornamento che elimina la scena dalle versioni PC del gioco.

## In Italia
Carmageddon, videogioco di guida dove è possibile investire, durante le gare, i pedoni, subì la sostituzione di questi ultimi da persone normali a zombi con sangue verde.
Il genere horror è uno fra i più colpiti: uno dei più famosi tra questi, Resident Evil, ha subito modifiche in tre scene FMV. Nel 1999, dopo una sentenza del tribunale di Roma, vennero ritirate tutte le copie sul territorio italiano del gioco e del suo seguito, Resident Evil 2.
Di quest'ultimo venne censurato anche lo spot.
Il videogioco Mafia: The City of Lost Heaven è stato criticato da diversi esponenti della politica italiana, come da Carlo Taormina.
La sua data di uscita, inizialmente prevista per il mese di marzo 2002, è slittata a causa di pressioni da parte di politici e associazioni contro la mafia verso il publisher, Cidiverte Italia, che ha promosso una raccolta di firme a favore della pubblicazione.
Nel 2004 Rino Piscitello chiese il sequestro del gioco dagli scaffali.
Rule of Rose nel novembre 2006 viene contestato duramente da diverse testate nazionali come Panorama e il Quotidiano Nazionale che descrivono il videogioco come un concentrato di sadismo, condendo l'articolo con frasi ad effetto come "un gioco che stuzzica l'orco che potrebbe risiedere in chi ha il joypad in mano" oppure "ogni scena è pervasa da sottintesi omosessuali e sadici a cui non si è preparati".
L'articolo di Panorama rimprovera la scena iniziale, in cui la protagonista, che pur avendo diciannove anni sembra una bambina, viene sepolta viva (anche se per scherzo). Altre critiche riguardano le tematiche erotiche del videogioco, anche se i produttori risposero dicendo che tali tematiche riguardano solo una parte del gioco, e non il tema principale. Alla fine Rule of Rose, anche agli occhi degli utenti europei, si dimostra un gioco comune, seppur ci siano diverse scene controverse. Molte scene criticate non sono mai presenti direttamente all'interno del gioco, ma solo nei trailer o nel preludio. Così alla fine il videogioco è stato comunque pubblicato, senza suscitare ulteriori polemiche.
Nel 2006 Canis Canem Edit (originariamente Bully), viene preso di mira tra gli altri dall'allora ministro della pubblica istruzione Giuseppe Fioroni per i suoi contenuti.
Nel gioco si vestono i panni di un ragazzino che, per affermarsi in un collegio, non esita ad utilizzare i metodi del bullismo: per questo motivo, Fioroni dichiarò che il gioco "insegna ad essere superbulli" e che gli sarebbe piaciuto impedire di farlo diventare uno dei titoli più venduti di Natale. Inizialmente viene bandito in Europa, Australia e Cina, mentre in altri il titolo originale, che per alcuni inneggia appunto al bullismo, viene semplicemente modificato in Canis Canem Edit (Cane mangia cane). Anche in Italia il gioco viene temporaneamente vietato, per poi essere commercializzato qualche tempo dopo.
Il 21 giugno 2007, dopo che la distribuzione di Manhunt 2 viene bloccata in paesi quali l'Inghilterra e l'Irlanda, anche il governo italiano si schiera contro il videogioco che, secondo le parole del ministro delle comunicazioni Paolo Gentiloni incoraggerebbe "alla violenza e all'omicidio". Una simile posizione non era stata presa per il prequel del gioco, ovvero Manhunt, che al tempo fu distribuito liberamente in Italia. Il 31 ottobre 2008, comunque, il videogioco è stato regolarmente distribuito in tutta Europa, Italia compresa.
Nel 2008 è ancora un capitolo di Grand Theft Auto a salire sul banco degli imputati, questa volta Grand Theft Auto IV. Il Codacons ha presentato un esposto (additando anche fatti non veritieri, come la violenza sessuale), accusando il gioco di istigazione a delinquere e chiedendone il ritiro dal mercato.
Gli sviluppatori del videogioco, Rockstar Games, hanno rilasciato un comunicato dove si dichiarano "stupiti delle dichiarazioni del Codacons su GTA4, videogioco che è stato acclamato dalla critica di tutto il mondo", e dove fanno notare le imprecisioni, oltre che a dichiararsi comunque preoccupati della diffusione di prodotti per adulti ad un pubblico di minorenni, sebbene un recente sondaggio dichiari che i fruitori di videogiochi italiani abbiano un'età media di 28 anni.